# Ковалевский, Евграф Петрович (старший)
Евгра́ф Петро́вич Ковале́вский (10 (21) декабря 1790, село Ярошевка Харьковского уезда — 18 (30) марта 1867, Санкт-Петербург) — русский государственный деятель; горный инженер, директор Горного корпуса, затем с 1830 по 1836 год — Томский губернатор и главный начальник Колыванских и Алтайских заводов, сенатор; с 1856 года — попечитель Московского учебного округа. С 1858 года по 1861 год — министр народного просвещения, действительный тайный советник (12.04.1859). Брат Егора Петровича Ковалевского и Петра Петровича Ковалевского.

## Биография
Происходил из дворян. Владелец 180 душ в Харьковской (родовые) и 75 душ в Петербургской (благоприобретенные) губерниях.
Учился в Слободском украинском главном училище (1800—1805). Затем окончил Слободско-украинскую гимназию (1808) и петербургский Горный кадетский корпус (1810) — с золотой и серебряной медалями.

### Этапы жизни
- 1810 г. — практикант на Луганском литейном заводе (1810). Берг-гешворен 12 класса.
- 1813 г. — присвоен чин маркшейдера 9 класса.
- 1816 г. — чиновник для особых поручений.
- 1817 г. — секретарь при директоре, обер-гиттенфервальтер 8 класса.
- 1818 г. — член «комиссии для ревизии заводов хребта Уральского», обер-бергмейстер 7 класса.
- 1820 г. — бергауптман 6 класса.
- 1821 г. — начальник чертежной и одновременно монетного отделения (1822).
- 1823 г. — инспектор над классами ГКК, обер-бергауптман 5-го класса.
- 1826 г. — член Горного совета Департамента горных и соляных дел Министерства финансов, и, одновременно, — командир Горного кадетского корпуса.
- в 20-х гг. XIX века провёл первое крупное исследование геологического строения Донбасса; дал прогноз о наличии в районе г. Бахмута залежей каменной соли.
- 1829 г. — обер-бергауптман 4 класса.
- 1834 г. — генерал-майор.
- в 1830—1836 годах — Томский губернатор и главный начальник Колыванских и Алтайских заводов.

Будучи Томским губернатором, в первый же год своей деятельности на новом посту он предписал Градской Думе завести в Томске публичную библиотеку (ныне — Томская областная универсальная научная библиотека им. А.С. Пушкина).
- 1835 г. — член Совета и Ученого Комитета Корпуса горных инженеров.
- в 1837—1839 годах — директор Департамента горных и соляных дел и член Мануфактурного Совета.
- с 1839 г. — почётный член Харьковского университета.
- 1843 г. — тайный советник.
- в 1843—1856 годах — сенатор.
- с 1856 г. — почётный член Академии наук.
  - Активный участник университетских реформ. При нём было проведено в жизнь «Высочайшее дарование лицам, чувствующим призвание открывать частные учебные заведения» (1857). В 1858 г. открылась первая в Москве частная гимназия Ф.Креймана на 1-й Мещанской улице.
- в 1856—1858 годах — председатель Московского цензурного комитета (26 мая 1856 года вступил в должность). Указом от 15 апреля 1856 года был назначен попечителем Московского учебного округа и Императорского Московского университета.

Вице-председатель Общества истории и древностей российских (1857—1858), член московского отделения Главного совета женских учебных заведений (1858).
- в 1858—1861 годах — Министр народного просвещения.
  - Это был первый министр народного просвещения, назначенный императором Александром II, и направление, данное Ковалевским своему ведомству, гармонировало с великой эпохой реформ. Ковалевский выдвинул на первый план заботу о народных училищах, воскресных школах и т. п., но из-за непродолжительности своего управления успел сделать немного[4].
- с 1859 г. — Действительный тайный советник.
- с 1861 г. — член Государственного Совета.
- 1861—1865 — президент Вольного экономического общества[5].

Умер 18 (30) марта 1867 года в Санкт-Петербурге и похоронен в церкви архистратига Михаила Троице-Сергиевой пустыни под Петербургом.

## Награды
- Орден Святого Владимира 4-й степени (21.08.1818)
- Орден Святой Анны 2-й степени (16.01.1820)
- Алмазные знаки к ордену Святой Анны 2-й степени (31.12.1825)
- Орден Святого Владимира 3-й степени (22.08.1826)
- Орден Святого Станислава 2-й степени (01.04.1831)
- Орден Святого Станислава 1-й степени (10.04.1832)
- Орден Святой Анны 1-й степени (07.04.1835)
- Орден Святого Владимира 2-й степени (18.04.1837)
- Орден Белого орла (01.01.1849)
- Высочайшая благодарность (05.01.1853)
- Орден Святого Александра Невского (01.01.1856)
- Бриллиантовые знаки к ордену Святого Александра Невского (01.01.1858)
- Высочайший рескрипт (08.08.1860)
- Орден Святого Владимира 1-й степени (28.06.1861)
- Знак отличия беспорочной службы за XV лет (22.08.1828)
- Знак отличия беспорочной службы за XX лет (22.08.1832)
- Знак отличия беспорочной службы за XXV лет (22.08.1837)
- Знак отличия беспорочной службы за XXX лет (22.08.1842)
- Знак отличия беспорочной службы за XL лет (22.08.1854)

## Семья
Был женат на Анне Степановне Колосовой. Их дети:
- Александра (в замужестве Шульман; 1826—?)
- Пётр (1828—1892)
- Михаил (1829—1884)
- Николай (1831—1884)
- Анатолий (1833—1875)
- Зинаида (1835—1905) — замужем за членом Государственного совета С. В. Марковым[7].
- Евграф (1839—1886)
- Евгений (1841—1889), правовед, сенатор